# Verbascum klotzschianum
Verbascum klotzschianum är en flenörtsväxtart som beskrevs av Philipp Wilhelm Wirtgen. Verbascum klotzschianum ingår i släktet kungsljus, och familjen flenörtsväxter. Inga underarter finns listade i Catalogue of Life.